# ناف ریه
بالا و عقب اثر قلبی ریه، یک ناف قرار دارد، یک فرورفتگی مثلثی‌شکل که ناف ریه نامیده می‌شود، جایی که ساختارهایی که ناف ریه را تشکیل می‌دهند وارد یا خارج می‌شوند. این ساختارها عبارت‌اند از: شریان ریوی (بالاتر از همه در ریهٔ چپ)، وریدهای ریوی (به انگلیسی: Pulmonary veins) بالایی و پایینی، عروق لنفاوی و برونکوس همراه با شریان و ورید برونشیال پیرامون آن. رباط پولمونری از ناف ریه پایین آمده و به لبهٔ آزاد یا داسی‌شکل (به انگلیسی: Falciform) ختم می‌شود.

ناف ریه نقطه‌ای است که پلورای پریتال و ویسرال به هم می‌رسند.

## پیوندهای بیرونی
- Atlas image: lung_lymph at the University of Michigan Health System - "Transverse section through lung"
- thoraxlesson2 در درسنامهٔ کالبدشناسی نوشتهٔ وسلی نورمن (دانشگاه جرج‌تاون)
- Diagram at seer.cancer.gov (#21) بایگانی‌شده  در ۲۳ سپتامبر ۲۰۰۶ توسط Wayback Machine